# 武士屠龍
《武士屠龍》（英語：Hercules）是一部1983年義大利與美國合拍的奇幻冒險片，由路易吉·柯齊執導和編劇，路·法瑞諾主演。
電影除了希臘神話外，還使用了部分的科幻要素。片中的巨大機器人呈現使用了定格動畫。該片於1983年8月12日在美國上映。儘管電影不算賣座且負評居多，但之後電影反成為邪典文化。續集《大力士2》於1985年上映。

## 劇情
故事敘述希臘神話中，海克力士為了從惡徒手中救出他心愛的公主，而必須面臨重重的難關和危機。

## 演員
- 路·法瑞諾飾演海克力士
- 西碧爾·丹寧（英语：Sybil Danning）飾演阿里阿德涅
- 布萊德·哈里斯（英语：Brad Harris）飾演Augias
- 英格麗·安德森飾演卡珊德拉（英语：Cassiopeia (mythology)）
- 威廉·貝加（英语：William Berger (actor)）飾演米諾斯王
- 蘿莎娜·波德斯塔（英语：Rossana Podestà）飾演赫拉
- 蜜蕾拉·德安傑洛（英语：Mirella D'Angelo）飾演瑟茜
- Bobby Rhodes飾演King Xenodama
- 約翰·嘉科（英语：Gianni Garko）飾演Valcheus
- Yehuda Efroni飾演Dorcon
- 德麗婭·布卡爾鐸（英语：Delia Boccardo）飾演雅典娜
- 克勞迪奧·卡西内利（英语：Claudio Cassinelli）飾演宙斯
- Frank Garland飾演小偷
- 加布里埃拉·喬治（英语：Gabriella Giorgelli）飾演母親
- 拉爾夫·巴爾達薩雷（英语：Raf Baldassarre）飾演Sostratos
- 伊娃·羅賓（英语：Eva Robin's）飾演代達洛斯

## 評價
電影在爛番茄上的新鮮度僅14%，基於網站收集的7篇評論，平均分為2.2/10。

## 票房
《武士屠龍》在首映週末收穫3,473,635美元，位居當週第四。最終票房為1100萬美元。

## 外部連結
- 互联网电影数据库（IMDb）上《Hercules》的资料（英文）
- TCM电影资料库上《Hercules》的资料（英文）
- Box Office Mojo上《Hercules》的資料（英文）
- 爛番茄上《Hercules》的資料（英文）